# Thuyết ưu sinh ở Đức Quốc Xã

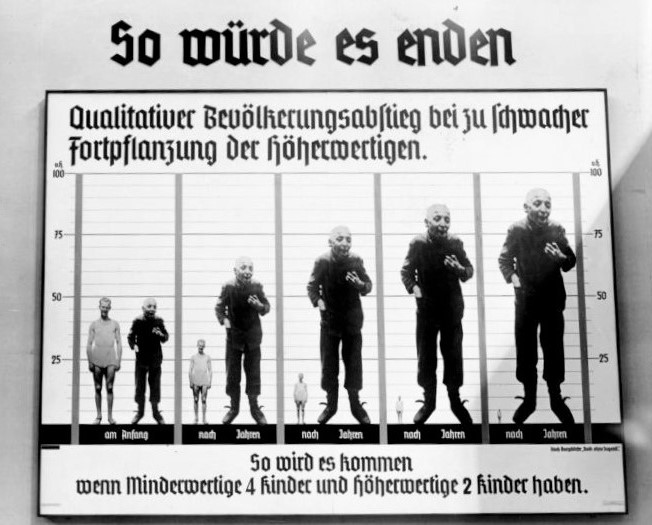
Áp phích ưu sinh học tại triển lãm Wonders of Life tại Berlin vào năm 1935. Biểu đồ trên áp phích mô tả dự báo dân số dựa trên giả thuyết tỷ lệ sinh của người "thấp kém" (Minderwertige) cao hơn so với người "ưu tú" (Höherwertige).

Thuyết ưu sinh tại Đức Quốc xã đề cập đến các chính sách ưu sinh tại Đức Quốc Xã, bao gồm những quan điểm ngụy khoa học về di truyền học. Học thuyết chủng tộc của chủ nghĩa quốc xã ưu tiên vào việc cải thiện di truyền sinh học của người Đức bằng cách áp dụng chọn lọc nhân tạo các đặc tính của các chủng tộc "Bắc Âu" và "Arya". Dựa trên học thuyết này, chính phủ Đức Quốc Xã đã thi hành chính sách triệt sản bắt buộc và tiêu diệt hàng loạt những người bị coi là "không mong muốn" (những người không phù hợp với tiêu chuẩn).
Thuyết ưu sinh tại Đức trước và trong thời kỳ Quốc xã có nhiều nét tương đồng với thuyết ưu sinh tại Hoa Kỳ (đặc biệt ở California), nơi đã là nguồn cảm hứng cho thuyết sinh học của Đức. Tuy nhiên, dưới sự lãnh đạo của Adolf Hitler, vai trò của ưu sinh học trở nên quan trọng hơn rất nhiều khi giới thượng lưu giàu có (thân Quốc xã) bắt đầu đổ nhiều vốn vào lĩnh vực này. Sau đó, các chương trình ưu sinh học được phát triển nhằm hỗ trợ và bổ sung cho các chính sách chủng tộc của chủ nghĩa Quốc xã.
Những người bị nhắm đến để loại bỏ chủ yếu là những người sinh sống trong các cơ sở tư nhân và nhà nước. Họ bao gồm tù nhân, người suy đồi,  chống đối chính quyền và những người có khiếm khuyết trí tuệ và thể chất bẩm sinh (Erbkranken) –  những cá nhân bị coi là có trí tuệ kém. Trên thực tế, việc bị chẩn đoán mắc "kém thông minh" (tiếng Đức: Schwachsinn) là nguyên nhân chính được xem xét để tiến hành triệt sản bắt buộc, bao gồm những người mà bác sĩ chẩn đoán hoặc có dấu hiệu:
- Động kinh
- Tâm thần phân liệt[4]
- Rối loạn lưỡng cực
- Bại não hoặc Loạn dưỡng cơ
- Điếc và/hoặc mù
- Đồng tính hoặc "đảo trang" (thời điểm này cụm từ được sử dụng để chỉ người liên giới và người chuyển giới, đặc biệt là phụ nữ chuyển giới[5][6])
- Bất kỳ ai khác được cho là không đóng góp cho xã hội, hành vi bất thường, yếu đuối theo tiêu chuẩn "kém thông minh"

Tất cả những người có dấu hiệu trên đều bị coi là mục tiêu để loại trừ khỏi chuỗi di truyền. Hơn 400.000 người bị ép buộc phải triệt sản và khoảng 300.000 người bị giết trong chương trình tử thần Aktion T4. Hàng nghìn người khác đã tử vong do biến chứng của các ca phẫu thuật bắt buộc, phần lớn nạn nhân là phụ nữ phải trải qua phẫu thuật cắt ống dẫn trứng. 
Vào tháng 6 năm 1935, Hitler và nội các chính phủ Quốc Xã công bố danh sách bảy sắc lệnh mới, trong đó sắc lệnh số 5 đề ra mục tiêu đẩy nhanh quá trình điều tra liên quan đến các trường hợp triệt sản.
Vấn đề giảm bớt tình trạng quá tải của các bệnh viện tâm thần đã góp phần quan trọng vào quyết định của Đức trong việc thi hành chính sách triệt sản bắt buộc và tiêu diệt những bệnh nhân tâm thần. [...] Ngày 1 tháng 9 năm 1939, Hiter đã kí sắc lệnh cho phép chương trình giết hại những bệnh nhân tâm thần, cùng ngày quân đội Đức tấn công vào Ba Lan. Mặc dù chương trình này chưa từng được ban hành thành luật chính thức, Hitler đã đảm bảo miễn trừ trách nhiệm pháp lý cho những người tham gia vào chương trình này.

Ở Đức, khái niệm "ưu sinh học" chủ yếu được biết đến dưới tên gọi Rassenhygiene hoặc "thanh lọc chủng tộc".

## Mối quan hệ với phong trào ưu sinh tại Hoa Kỳ
Phong trào ưu sinh học ở Đức ban đầu do Wilhelm Schallmayer và Alfred Ploetz tiên phong. Theo Henry Friedlander, dù phong trào ưu sinh học của Đức và Mỹ có nhiều nét tương đồng, nhưng phong trào ở Đức lại được quản lý chặt chẽ hơn  và không có nhiều ý tưởng phong phú như ở Mỹ. Ở Đức, các nhà ưu sinh học và các hoạt động liên quan đến ưu sinh học được quản lý bởi một tổ chức duy nhất - Hiệp hội Thanh lọc Chủng tộc Đức.
Edwin Black cho biết sau khi phong trào ưu sinh học được thành lập và phát triển mạnh mẽ tại Hoa Kỳ, phong trào này đã lan sang Đức. Các nhà ưu sinh học ở California bắt đầu xuất bản các tài liệu về ưu sinh học và triệt sản, sau đó gửi chúng cho các nhà khoa học và chuyên gia y tế Đức. Đến năm 1933, số người bị triệt sản bắt buộc tại California vượt quá tổng số người ở tất cả các bang còn lại của Hoa Kỳ. Chương trình triệt sản bắt buộc do Đức Quốc xã thi hành một phần được lấy cảm hứng từ chương trình triệt sản ở California.
Vào năm 1927, Viện Kaiser Wilhelm (KWIA) được thành lập tại Berlin, chuyên nghiên cứu về nhân học thể chất, xã hội học và di truyền học loài người. Trong quá trình thành lập Viện nhận được sự hỗ trợ tài chính đáng kể từ Quỹ Rockefeller . Giáo sư người Đức Eugen Fischer là giám đốc của tổ chức này, người đã xây dựng nền móng khoa học cho các chính sách ưu sinh học của Đức Quốc Xã. Quỹ Rockefeller thậm chí đã tài trợ cho một số nghiên cứu do Josef Mengele thực hiện trước khi ông đến trại tập trung Auschwitz.
Nhà nghiên cứu về ưu sinh học Harry H. Laughlin thường tự hào rằng đạo luật Triệt sản Ưu sinh Hóa mà ông đề xuất đã được đưa vào Đạo luật thanh lọc chủng tộc Nuremberg năm 1935. Năm 1936, ông được mời đến lễ trao giải tại Đại học Heidelberg, Đức (dự kiến tổ chức vào ngày kỷ niệm cuộc thanh trừng người Do Thái trong đội ngũ giảng viên của trường),  để nhận bằng tiến sĩ danh dự cho công trình nghiên cứu của ông về "khoa học thanh lọc chủng tộc". Do hạn chế về tài chính, Laughlin không thể tham dự buổi lễ và phải nhận giải thưởng từ Viện Rockefeller. Sau đó, ông tự hào chia sẻ giải thưởng với các đồng nghiệp và gọi giải thưởng này là biểu tượng cho "kiến thúc chung của các nhà khoa học Đức và Mỹ về bản chất của ưu sinh học".

## Quan điểm của Hitler về ưu sinh học

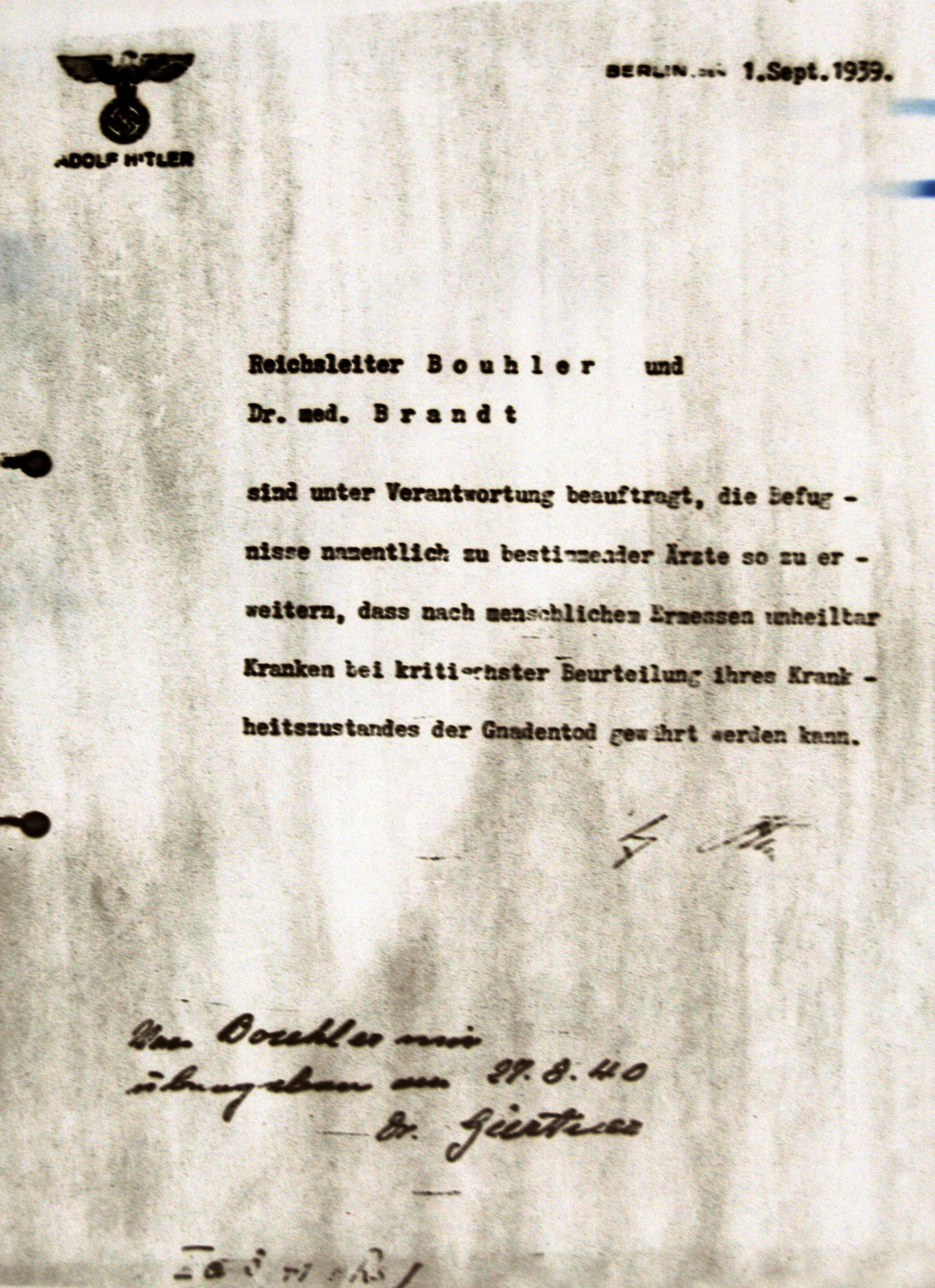
Lệnh của Hitler cho chương trình Aktion T4

Adolf Hitler đã nghiên cứu về thanh lọc chủng tộc trong thời gian bị giam giữ tại nhà tù Landsberg.
Hitler tin rằng quốc gia Đức đã trở nên yếu đuối, bị suy thoái do những yếu tố thoái hóa đang dần hòa nhập vào dòng máu của dân tộc, làm giảm chất lượng di truyền và sức mạnh của đất nước.

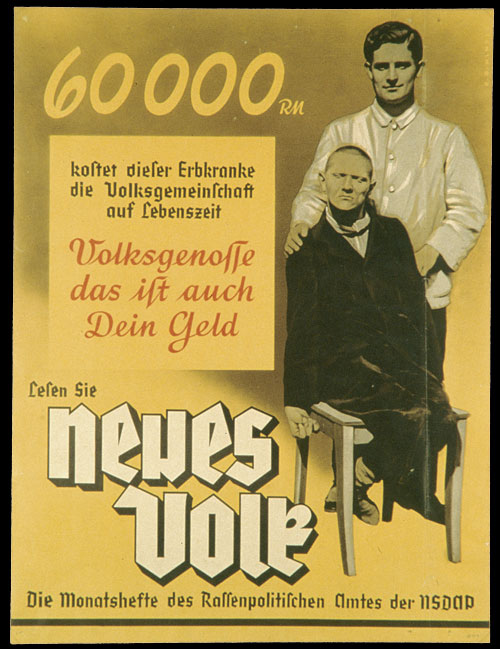
Tuyên truyền cho Chương trình Euthanasia T-4 của Đức Quốc xã: "Người mắc chứng khuyết tật di truyền này khiến cộng đồng tốn đến 60.000 Reichsmark trong suốt cuộc đời của anh ta. Đồng bào Đức, khoản tiền đó cũng là của bạn." - từ Văn phòng Chính sách Chủng tộc Neues Volk.

Chủ nghĩa dân tộc và khái niệm về sự cạnh tranh giữa các các thể, hay còn được gọi là chủ nghĩa Darwin xã hội vào năm 1944. Các nhà khoa học châu Âu và báo chí Vienna đã thảo luận về những khái niệm này trong những năm 1920. Không rõ Hitler tiếp nhận được những khái niệm này từ đâu. Lý thuyết tiến hóa đã được công nhận ở Đức vào thời điểm đó, nhưng hình thức cực đoan như vậy lại không phổ biến.
Trong cuốn Zweites Buch ("Quyển sách thứ hai"), (chưa được xuất bản trong thời kỳ quốc xã), Hitler ca ngợi thành bang Sparta (Hitler có thể lấy cảm hứng từ những tư tưởng của nhà sinh vật học Ernst Haeckel), và cho rằng Sparta là "nhà nước Völkisch" đầu tiên.  Hitler tán thành và ủng hộ việc áp dụng những phương pháp (mà ông cho là) dựa trên nguyên tắc ưu sinh (khoa học về việc cải thiện chất lượng di truyền của con người) trong việc đối xử với trẻ em bị dị dạng:
Sparta nên được xem là Nhà nước Völkisch đầu tiên. Việc thanh lọc những đứa trẻ ốm đau, dị dạng, hay nói cách khác là tiêu diệt chúng lại đạo đức và nhân văn hơn gấp ngàn lần so với sự cuồng loạn điên rồ của thời đại chúng ta ngày nay. Khi mà chúng ta cố gắng cứu vãn những cá thể bệnh hoạn nhất bằng bất kỳ giá nào, nhưng lại cướp đi sinh mạng của hàng trăm nghìn đứa trẻ khỏe mạnh thông qua kiểm soát sinh sản hay phá thai, để rồi phải nuôi dưỡng một thế hệ đang thoái hóa gánh chịu bệnh tật.

## Chương trình ưu sinh của Đảng Quốc xã
Trong việc tổ chức chương trình ưu sinh của mình, Đảng Quốc xã đã lấy cảm hứng từ các chương trình thực hiện thủ tục triệt sản bắt buộc của Hoa Kỳ, đặc biệt tập trung vào các đạo luật ưu sinh được ban hành tại California.

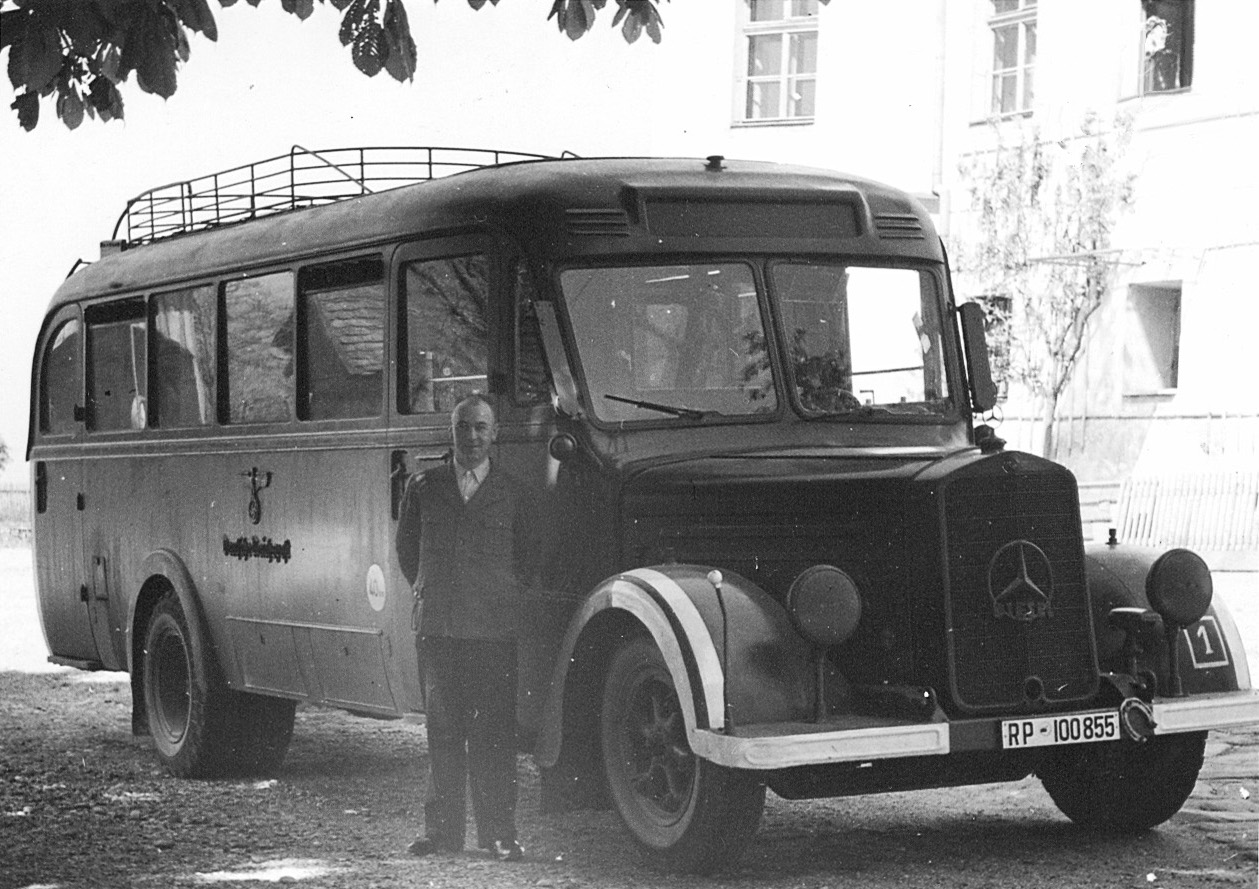
Xe buýt được dùng để đưa nạn nhân đến cơ sở Hadamar

Đạo luật Triệt sản được ban hành vào ngày 14 tháng 7 năm 1933 cho phép triệt sản bắt buộc đối với bất kỳ công dân nào được cho là "bị ảnh hưởng" bởi các rối loạn di truyền (theo quan điểm của "Tòa án Sức khỏe Di truyền" (Erbgesundheitsgerichte) Các bác sĩ được yêu cầu ghi lại mọi trường hợp bệnh di truyền mà họ biết, trừ phụ nữ trên 45 tuổi. Các bác sĩ có thể bị phạt nếu không tuân thủ.
Vào năm 1934, năm đầu tiên Luật này có hiệu lực, gần 4.000 người đã kháng cáo chống lại các quyết định của cơ quan triệt sản.  Tuy nhiên, có tới 3.559 vụ kháng cáo bất thành. Đến khi chế độ Quốc xã kết thúc, hơn 200 Tòa án Sức khỏe Di truyền được thành lập. Thông qua các phán quyết của Tòa, trên 400.000 người bị triệt sản không tự nguyện.

### Các cơ sở ưu sinh

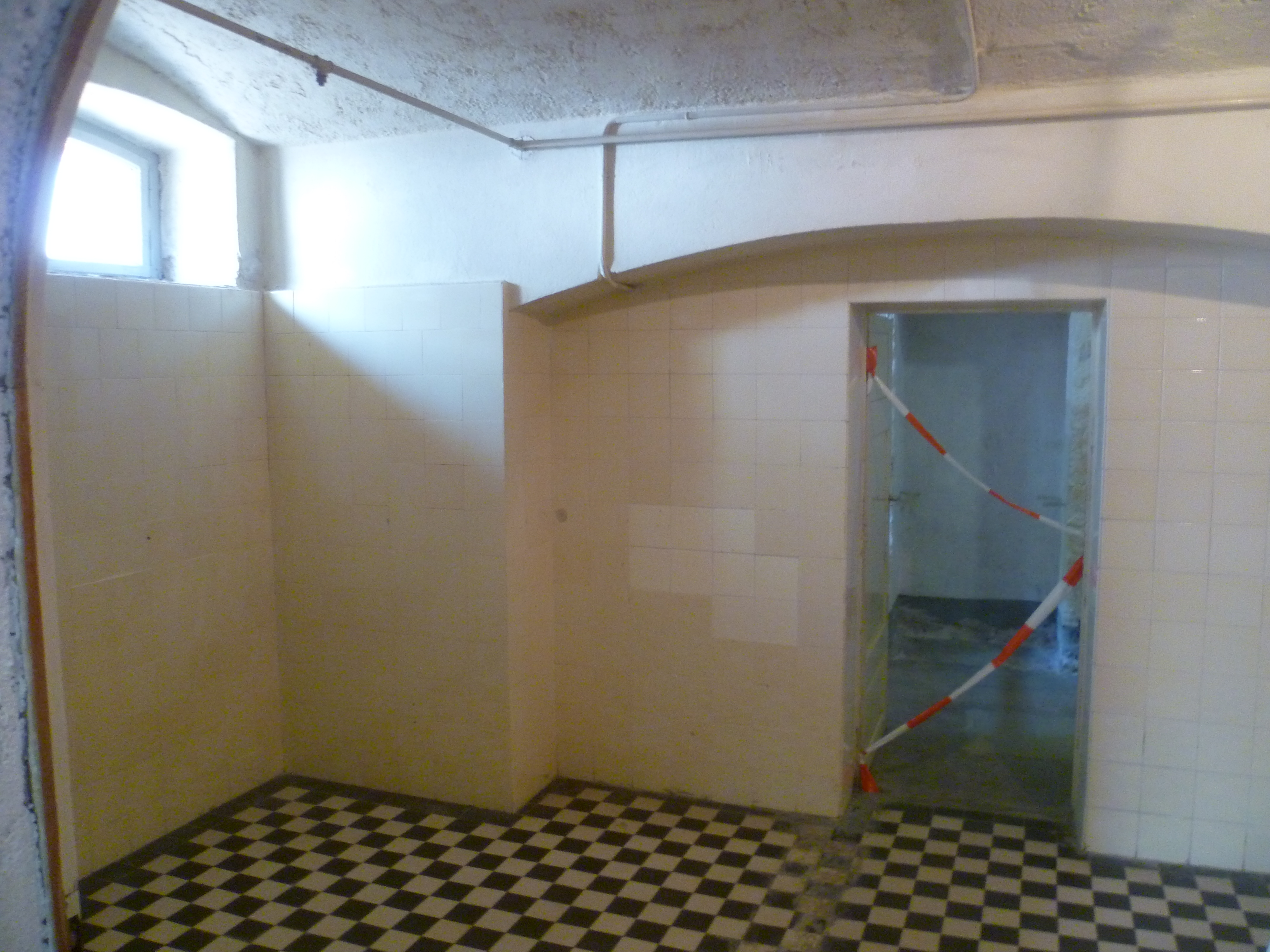
Phòng hơi ngạt tại Hadamar

Bệnh viện tâm thần Hadamar là một bệnh viện tâm thần tại thị trấn Hadamar của Đức, được chính phủ Quốc xã sử dụng làm địa điểm thực hiện chương trình tử thần Aktion T4. Viện Kaiser Wilhelm về Nhân chủng học, Di truyền học con người và Di truyền học được thành lập vào năm 1927. Cơ sở giết người Hartheim cũng là một phần của chương trình Aktion T4, nơi chính quyền giết những cá nhân mà họ cho là tàn tật. Ban đầu, các bệnh nhân được chuyên chở bằng xe hơi ngạt,  nơi hành khách bị đầu độc hoặc bị ngạt do khí thải động cơ trong quá trình di chuyển. Sau này các phòng hơi ngạt được phát triển và thay thế dần cho xe hơi ngạt, phòng hơi ngạt sử dụng khí cacbon monoxit nguyên chất để giết chết các bệnh nhân.
Trong giai đoạn đầu và suốt thời kỳ Quốc xã, Viện Kaiser Wilhelm có mối quan hệ mật thiết với các học thuyết về di truyền học và thanh lọc chủng tộc, được các nhà lý thuyết nổi tiếng như Fritz Lenz, Eugen Fischer và giám đốc Otmar von Verschuer ủng hộ. Dưới sự lãnh đạo của Fischer, việc triệt sản cho những người Rheinlandbastard (con hoang Rheinland) đã được tiến hành. Lâu đài Grafeneck từng là một trong những trung tâm giết chóc của Đức Quốc xã (dừng hoạt động vào năm 1940), hiện nay nơi đây đã trở thành địa điểm tưởng niệm dành riêng cho các nạn nhân của Chiến dịch T4.

### "Phân loại" bệnh nhân
Nhiều cơ quan chức năng y tế được thành lập nhờ Đạo luật Đơn giản hóa Hệ thống Y tế được thông qua vào tháng 7 năm 1934. Đạo luật này đề ra các quy trình "báo cáo" và "đánh giá" người dân, sau đó đưa họ đến Tòa án Sức khỏe Di truyền để xét duyệt việc thực hiện triệt sản.
Thông tin nhằm xác định những người được coi là "bệnh tật di truyền" được thu thập từ dữ liệu do người dân cung cấp cho các phòng khám và cơ quan chức năng. Chính quyền phát xít Đức đã hợp tác cùng công ty Dehomag (công ty con thuộc tập đoàn IBM vào những năm thập niên 30) nhằm đẩy nhanh quá trình lưu trữ thông tin bệnh nhân vào thẻ đục Hollerith, đồng thời tối ưu hóa quá trình phân loại.
Các bác sĩ sẽ cung cấp thông tin cho Hệ thống Lưu trữ Hộ chiếu Sức khỏe Trung ương (k. 1934), nhằm giám sát chặt chẽ các yếu tố ảnh hưởng đến sức khỏe cộng đồng. Hồ sơ này không chỉ lưu trữ các báo cáo từ chính các bác sĩ, mà còn từ nhiều nguồn khác như tòa án, công ty bảo hiểm, Đoàn Thanh niên Hitler, quân đội, Sở Lao động, các trường đại học và nhiều tổ chức khác. Các tổ chức tham gia cung cấp thông tin sẽ trao đổi thông tin lẫn nhau. Đến năm 1940, Bộ Nội vụ đã cố gắng mở rộng và triển khai hệ thống dựa trên mô hình Hamburg ra khắp lãnh thổ Đại Đức.

## Xét xử
Các tổ chức Do Thái, phong trào kháng chiến quốc gia và tổ chức ngầm Ba Lan đã bắt đầu thu thập bằng chứng và lưu trữ tài liệu liên quan đến hành vi tội ác của Đức Quốc xã. Theo đề xuất của 9 chính phủ lưu vong (Ba Lan, Bỉ, Tiệp Khắc, Đan Mạch, Pháp, Hy Lạp,  Luxembourg, Hà Lan và Na Uy) tại London vào năm 1943, Ủy ban Tội ác Chiến tranh Liên Hợp Quốc (UNWCC) được thành lập. Nhiệm vụ của Ủy ban gồm việc thu thập chứng cứ, lập danh sách các tội phạm, báo cáo cho các chính phủ và tiến hành chuẩn bị cho việc xét xử tội ác chiến tranh, nhằm mục đích  xác định mức độ trừng phạt phù hợp và ngăn chặn hành vi tương tự. Tại Hiệp ước London vào ngày 8 tháng 8 năm 1945, các cá nhân được xét xử tại phiên tòa Nuremberg được phân loại thành các hạng mục chính. Các hạng mục bao gồm:

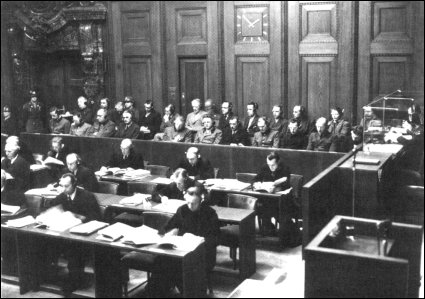
23 bị cáo tại Phiên tòa Nuremberg (1946-1947)

- Tội ác chống hòa bình (Điều 6a): Lên kế hoạch mưu chiến, trái với Hiệp ước Kellogg-Briand năm 1929.
- Tội ác chiến tranh (Điều 6b): Giết người, ngược đãi, cưỡng bức lao động dân thường và tù binh, cưỡng đoạt tài sản.
- Tội ác chống lại loài người (Điều 6c): Giết người, diệt chủng, thực hiện hành vi vô nhân tính vì lý do chính trị, chủng tộc hoặc tôn giáo.

Bên cạnh phiên tòa chính Nuremberg, những phiên tòa tiếp theo của các nước Đồng minh chủ yếu tập trung xử lý các cá nhân liên quan đến ưu sinh học:
- Vụ án I: Phiên tòa bác sĩ Nuremberg.
- Vụ án II: Việc cưỡng đoạt tài sản cá nhân và cưỡng bức lao động tại trại tập trung.
- Vụ án VIII: Chính sách đàn áp và phân biệt chủng tộc.
- Vụ án IX: Tội ác chống lại loài người tại Đông Âu.